# No me importa
«No me importa» (estilizado en mayúsculas) es una canción interpretada por la cantante argentina Lali, incluida en su sexto álbum de estudio, No vayas a atender cuando el demonio llama (2025). Fue escrita por la cantante con apoyo de Martín D'Agosto, BB Asul, Mauro De Tommaso y Federico «Don» Barreto, mientras que su producción, que está enfocada al género pop rock, quedó a cargo de los dos últimos. Sony Music Latin la publicó a nivel mundial como el segundo sencillo del álbum el 26 de noviembre de 2024.

## Antecedentes y lanzamiento
En octubre de 2024, Lali concedió una entrevista a Agustín Gómez Cascales para Shangay, en la que habló, entre otras cosas, sobre el proceso de producción de «Fanático» y su próximo sexto álbum de estudio. Durante la entrevista, adelantó que incluiría algunas colaboraciones y, en cuanto al sonido, habrá canciones que van desde lo «megaelectrónico» hasta lo punk.
Posteriormente, una semana antes del lanzamiento, comenzó a circular un video a través de redes sociales grabado en su fiesta de cumpleaños donde se podía oír parte de la canción.

## Composición
«No me importa» tiene una duración de dos minutos y treinta y tres segundos. Fue compuesta por Lali junto con Martín D'Agosto y Mauro De Tommaso, con quienes trabajó previamente en la composición de las canciones de su anterior álbum, Lali (2023), y sumó la incorporación de Isabela Teran Lieban —más conocida como BB Asul— y Federico «Don» Barreto. La producción quedó a cargo de De Tommaso junto a «Don» Barreto, quien además formó parte de los instrumentistas, tocó la guitarra, el bajo eléctrico y los teclados; mientras que Barreto fue parte de los coros y también tocó los teclados. De igual manera, Juan Giménez Kuj y Guillermo Salort también se unieron como músicos, interpretando la guitarra y la batería respectivamente. En cuanto a la técnica musical, Dave Kutch realizó la masterización y Lewis Pickett trabajó en la mezcla.
Musicalmente, es una canción de rock y pop rock, con influencias de pop punk y punk rock. El tono de la base musical está «cargada de distorsión y una energía rebelde», según Candela Mazzone, de Infobae. Erik Goméz, del periódico Página/12, escribió que la melodía del estribillo suena similar a «Amor clasificado» de Rodrigo Bueno, publicada a fines de 1999.

## Recepción

### Comentarios de la crítica
Andrea Romero, de Los 40, resaltó la experimentación personal y artística de Lali en su nueva canción, describiendo la letra como un «manifiesto de rebeldía».  Del portal brasileño Latin Pop, Pricila Bertozzi opinó que el tema contribuyó a consolidarse como «un ícono cultural y generacional, trascendiendo las etiquetas del pop o el rock». Candela Mazzone, de Infobae, opinó que la canción evoca la esencia del rock nacional de bandas como Babasónicos e Intoxicados. Además, considero que rinde homenaje al grito ramonero que explora en sonidos cercanos al punk rock. Julián Otal Landi, de la Agencia Paco Uriondo, destacó la actitud de Lali al distanciarse de la tendencia actual de artistas de música urbana que revisitaban el rock de manera nostálgica, pero sin pasión, y decidir «navegar a contracorriente» y abordar el rock de manera auténtica y personal.
En el artículo «miradas opuestas» de La Voz del Interior, dos críticos musicales expresaron opiniones contrapuestas sobre «No me importa». Diego Tabachnik elogió la canción y valoró la búsqueda musical de la artista, destacando su capacidad para innovar. Por otro lado, Noelia Maldonado criticó la falta de coherencia en la obra musical de Lali, calificando el sencillo como «una canción del montón», poco innovadora en cuanto a sonido, que recuerdan el estilo Pink o Avril Lavigne.

### Rendimiento comercial
En Argentina, «No me importa» debutó en el puesto número siete del listado radial Airplay Argentina el 9 de diciembre de 2024. La canción hizo su debut en el Billboard Argentina Hot 100 en el puesto número 43, marcando su vigésima octava aparición en la lista.

## Vídeo musical

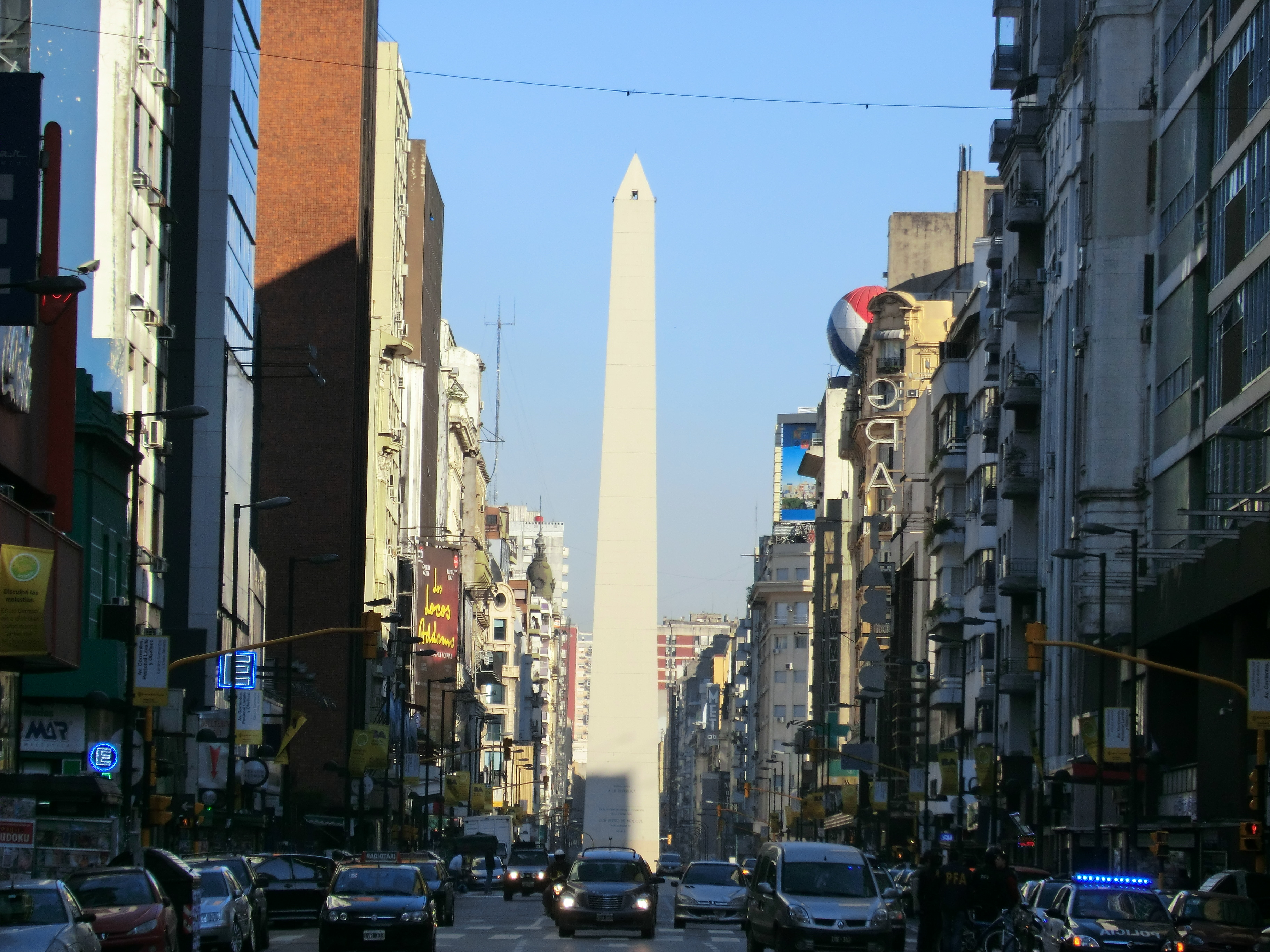
El inicio del videoclip fue filmado en la avenida Corrientes donde se encuentra el Obelisco de Buenos Aires (Argentina).

### Filmación y sinopsis
El videoclip de «No me importa», dirigido por Lali y Lautaro Espósito, primo de la cantante, se estrenó a través de su canal de YouTube el 28 de noviembre de 2024. Las grabaciones se realizaron la mañana del lunes 26 de noviembre, horas antes del lanzamiento de la canción, cuando la cantante apereció en las calles de Buenos Aires (Argentina) sobre un auto descapotable, mientras un equipo de filmación y agentes de seguridad la acompañaban. Por la tarde de ese mismo día, a través de las historias de Instagram, compartió la portada del sencillo junto a un link que dirigía a un formulario convocando a una cantidad limitada de seguidores a participar en la grabación del video en el Arena Estudio, detrás de la Usina del Arte, en barrio de La Boca.
El video musical comienza con Lali recorriendo la avenida Corrientes de Buenos Aires. Asimismo, durante la misma toma se la muestra recorriendo otros lugares reconocidos de la ciudad, como el Obelisco, Puerto Madero y La Boca, desde la parte trasera de un auto descapotable, en el que se la puede ver cantando con un megáfono en la mano. Posteriormente, en la siguiente escena, la cantante sube a un escenario montado en la calle para cantar la canción, acompañada por una banda conformada exclusivamente de mujeres, frente a una multitud de fanáticos que la apoyan alzando banderas, saltando e incluso haciendo pogos. Hacia el final del clip, Lali se lanza a los brazos del público, que la recibe y la traslada acostada entre ellos, mientras una toma aérea captura el momento.

## Créditos y personal
- Lali: voz, composición
- Martin D'Agosto: composición, coros
- Mauro De Tommaso: composición, coros, producción, guitarra, bajo eléctrico, teclados
- Federico «Don» Barreto: composición, coros, producción, teclados
- Isabela Teran Lieban: composición
- Juan Giménez Kuj: guitarra
- Guillermo Salort: batería
- Dave Kutch: ingeniero de masterización
- Lewis Pickett : ingeniero de mezcla

Fuente: Tidal.

## Posicionamiento en listas

### Semanales
| País (Lista 2024)                   | Posición más alta |
| ----------------------------------- | ----------------- |
| Argentina Hot 100 (Billboard)       | 43                |
| Argentina (Monitor Latino)          | 5                 |
| Argentina Latino (Monitor Latino)   | 5                 |
| Argentina Nacional (Monitor Latino) | 3                 |